# Obersee (Bodensjön)
Obersee är den östra och större delen av Bodensjön i Österrike, Tyskland och Schweiz. Obersee ligger 392 meter över havet. Arean är 472 kvadratkilometer. Den sträcker sig 37,7 kilometer i nord-sydlig riktning, och 35,1 kilometer i öst-västlig riktning.